# Sjusjøen
Sjusjøen è una stazione sciistica norvegese che si estende sul monte Hedmarksvidda, nel comune di Ringsaker (contea di Innlandet). Si trova a 20 km a est della città di Lillehammer
Si estende tra i 750 e i 1.000 m s.l.m. ed è attrezzata sia per lo sci nordico, con circa 350 km di piste per lo sci di fondo. Ha ospitato le gare d'apertura della Coppa del Mondo di sci di fondo 2012.